# عبدالله ترائوره
عبدالله ترائوره (انگلیسی: Abdoulaye Traoré؛ زادهٔ ۴ مارس ۱۹۶۷) بازیکن سابق فوتبال اهل ساحل عاج است.
از باشگاه‌هایی که در آن بازی کرده‌است می‌توان به باشگاه ورزشی براگا، باشگاه فوتبال متز و باشگاه فوتبال ای‌اس‌ای‌سی میموزاز اشاره کرد.
وی همچنین سابقه ۴۹ بازی و ۲۹ گل برای تیم ملی فوتبال ساحل عاج در کارنامه دارد.